# Derendingen (Tübingen)
Derendingen ist ein Stadtteil der Universitätsstadt Tübingen. Er liegt südlich der Innenstadt.

## Lage

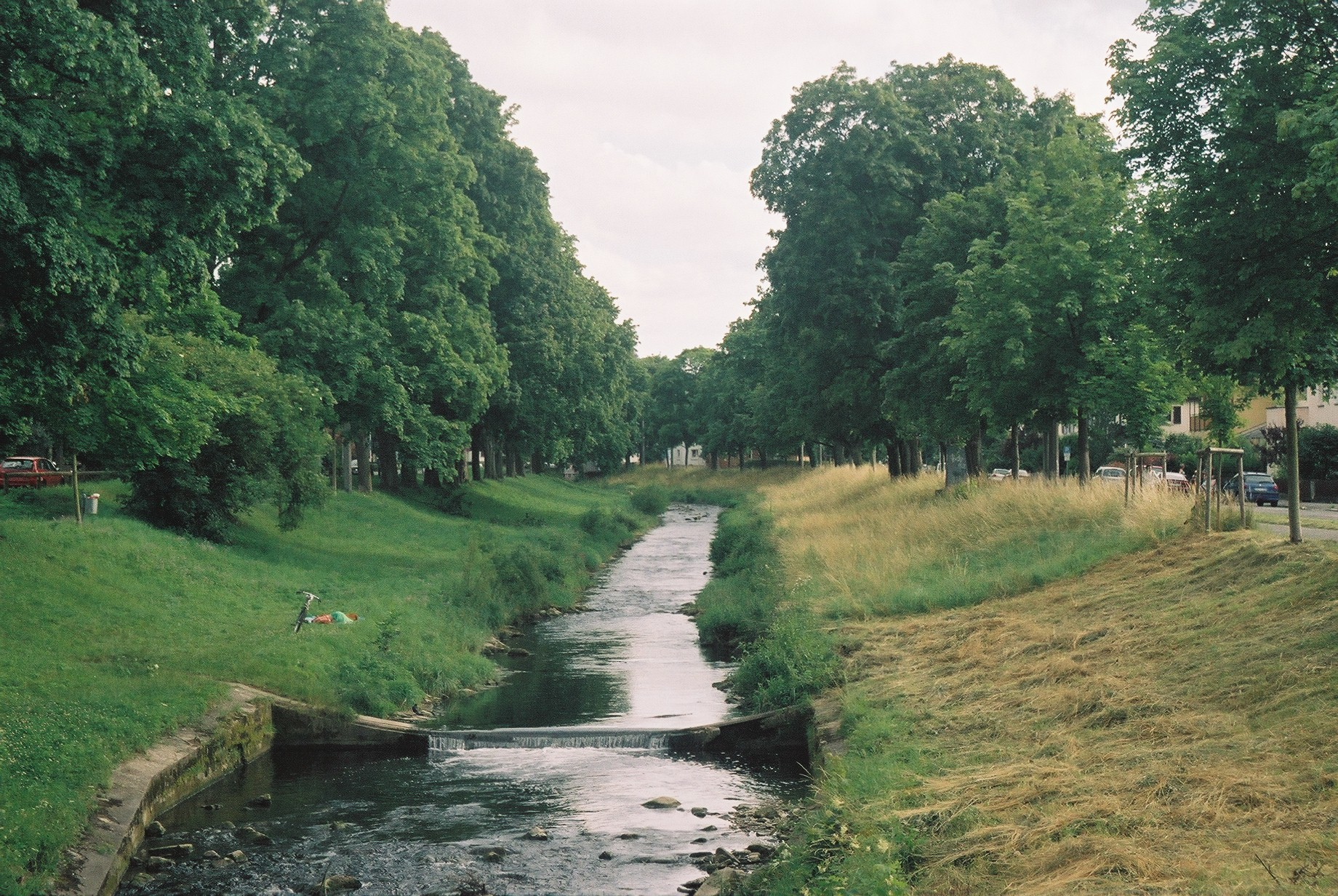
Die Steinlach als Ostgrenze von Derendingen

Derendingen liegt auf der südlichen Neckarseite Tübingens im Auslauf des Steinlachtals zwischen den Stadtteilen Weststadt, Südstadt und Weilheim. Die Nordgrenze ist die Moltkestraße und die westliche Europastraße. Derendingen besteht aus drei statistischen Stadtteilen: Derendingen-Zentrum westlich der Steinlachtaler Bahnlinie, Feuerhägle einschließlich Mühlenviertel zwischen der Bahnlinie und der Steinlach und im Süden Gartenstadt beidseits der Steinlach.

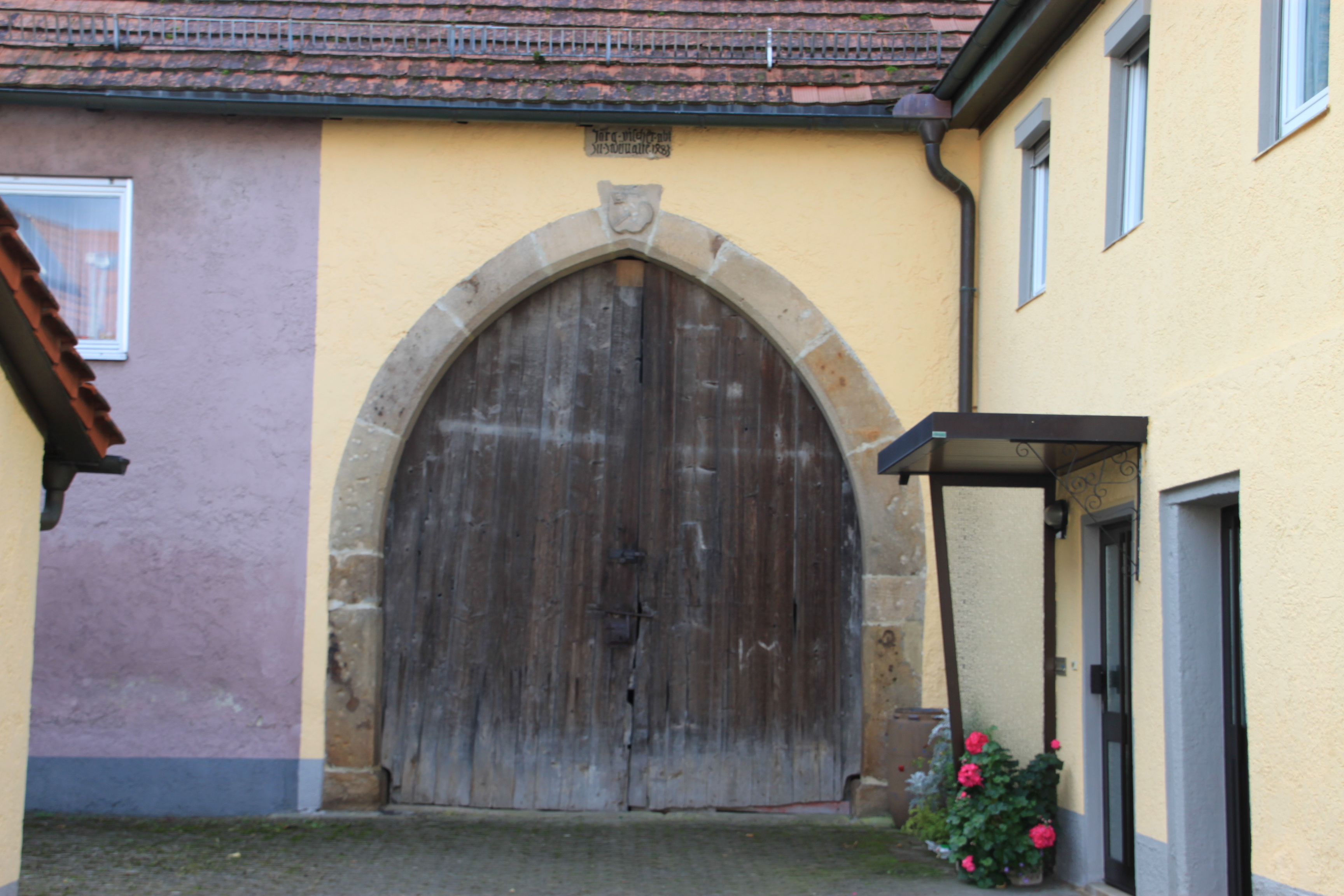
Zwiefaltener Zehntscheuer von 1483

## Geschichte

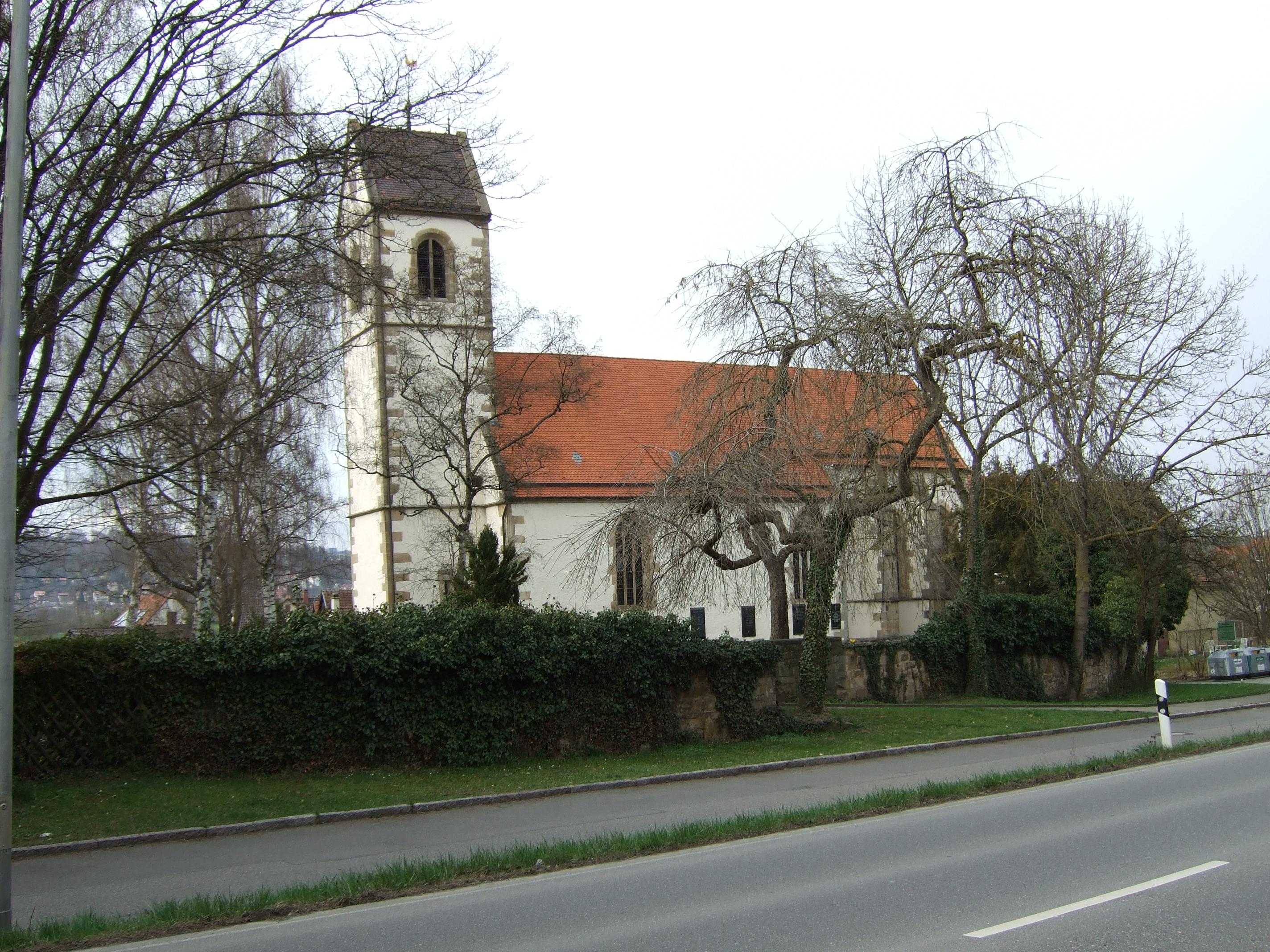
Evangelische St.-Gallus-Kirche

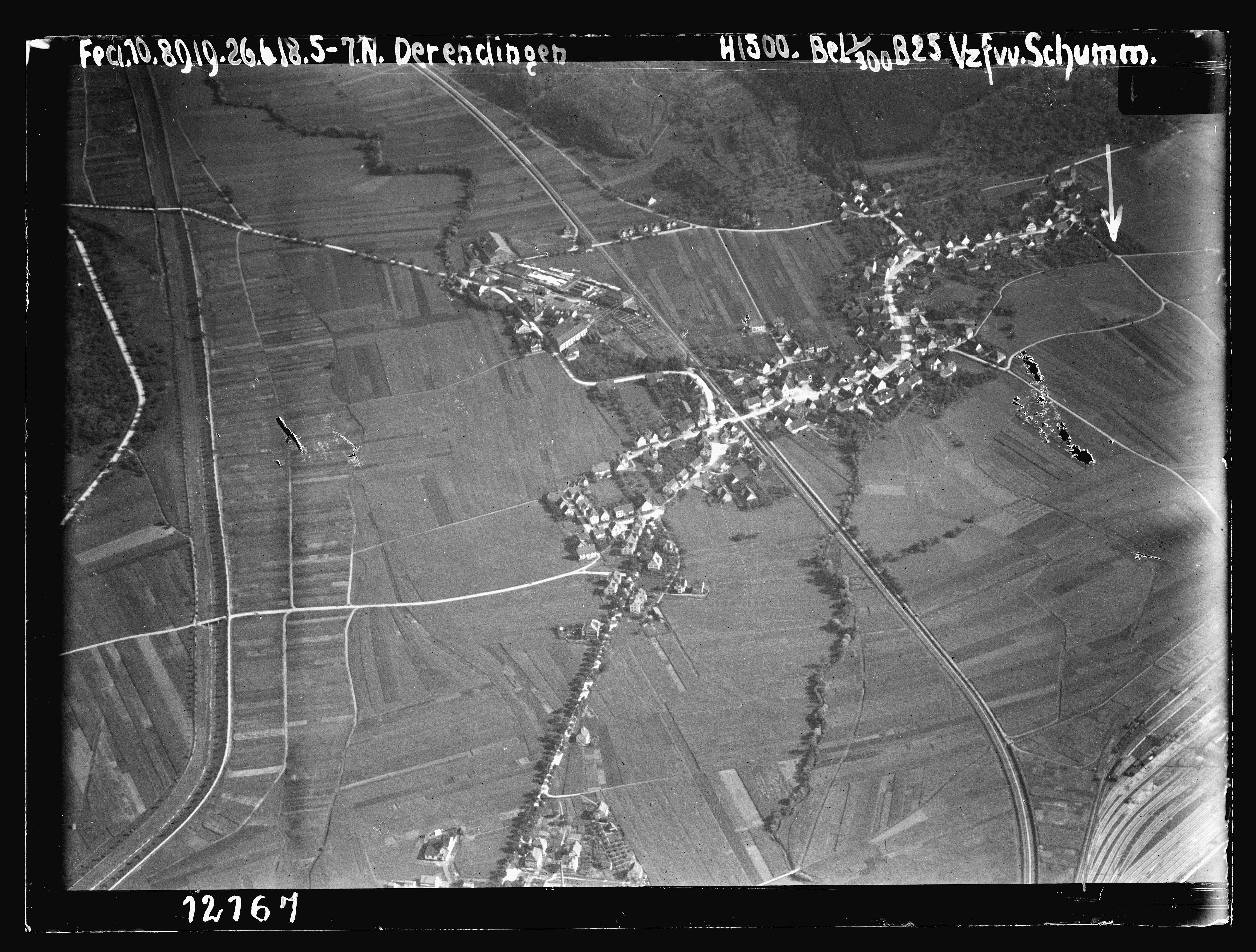
Luftbild von Derendingen, Juni 1918

Urkundlich wurde der Ort erstmals 1089 mit der Namensform Darodingen erwähnt. Vielfältige, alamannische Funde aus dem 7. Jahrhundert, darunter ein Goldblattkreuz, belegen jedoch eine deutlich frühere Besiedlung. Eine erste Kirche wurde durch Ausgrabungen spätestens auf das 8. Jahrhundert datiert und als Sankt-Gallus-Kirche identifiziert. Als Graf Luitold von Achalm bei der Gründung des Klosters Zwiefalten diesem die Hälfte des Dorfes schenkte, erschien in der Urkunde der Ortsname als Taredingin beziehungsweise Tarodingin. Der Rest des Dorfes gehörte der Pfalzgrafschaft Tübingen. Als die Grafen verarmten, verkauften sie 1342 ihren Besitz in Derendingen an die Grafen von Württemberg.
1534 wurde im württembergischen Teil die Reformation eingeführt, während der Zwiefaltener Dorfteil katholisch blieb. 1750 verkaufte das Kloster seine Besitztümer in Derendingen an die Württemberger, so dass der Ort nun politisch zusammen gehörte, die konfessionelle Spaltung jedoch blieb.
Bekannt ist Derendingen auch durch die Tätigkeit des slowenischen Reformators Primus Truber, slowenisch Primož Trubar im 16. Jahrhundert. Er war 19 Jahre als Exilant Pfarrer in Derendingen und starb dort am 28. Juni 1586. Eine Straße erinnert an ihn. 1934 wurde Derendingen nach Tübingen eingemeindet. Während des Zweiten Weltkriegs wurde Derendingen nur geringfügig zerstört, die evangelische Sankt-Gallus-Kirche Derendingen im Kirchenbezirk Tübingen wurde allerdings bei einem Luftangriff am 19. Oktober 1944 stark beschädigt. Nach einer Kirchenrenovierung im Jahr 1980 schuf die Glaskünstlerin Gudrun Müsse-Florin vier Chorfenster (Das Himmelreich als Netz) und gegenüber dem Haupteingang ein Noah-Fenster.
In Derendingen gründeten norddeutsche Studenten 1877 die Vereinigung Derendingia, die gegenwärtig als Tübinger Burschenschaft Derendingia besteht und in ihrer Geschichte mehr als 1400 Mitglieder in aller Welt umfasste. 1983 wurde auf dem Feuerhägle der Neubau des heutigen Carlo-Schmid-Gymnasiums bezogen, das bis 1988 Feuerhägle-Gymnasium genannt wurde und verwaltungstechnisch eine Außenstelle der Innenstadtgymnasien Kepler und Wildermuth war.
Derendingen verfügt bis heute über ein umfangreiches historisch gewachsenes eigenes Vereins- und Gemeinschaftsleben.

## Verkehr
Durch Derendingen führt die Zollernalbbahn, welche von Tübingen über Hechingen, Balingen, Albstadt und Sigmaringen bis nach Aulendorf verläuft. Der Zustieg zu den diese Strecke befahrenden Zügen der Hohenzollerischen Landesbahn ist am Haltepunkt Tübingen-Derendingen möglich. Die Fahrzeit zum Tübinger Hauptbahnhof beträgt zwei Minuten.
Des Weiteren ist Derendingen an das Netz des Stadtverkehrs Tübingen mit mehreren Buslinien angeschlossen. Zusätzlich werden einige Haltestellen im Regionalbusverkehr bedient.

## Persönlichkeiten

Primož Trubar auf der Rückseite der slowenischen 1-Euro-Münze

- Primož Trubar (1508–1586), slowenischer Reformator und Bibelübersetzer, evangelisch-lutherischer Pfarrer in Derendingen 1567–1586
- Johann Ludwig Krapf (1810–1881), pietistischer Missionar, Entdecker, Sprach- und Afrikaforscher
- Herbert Fischer (1919–2013), Mediziner und Professor für Phlebologie und Klinische Dermatologie in Tübingen, lebte in Derendingen